# Телеавтоматика
Телеавтоматика – галузь автоматики, що охоплює теорію та принципи побудови систем керування із застосуванням методів та засобів телемеханіки та сукупність телемеханічних пристроїв.
Термін "телеавтоматика" стосується пристроїв і апаратури для управління на відстані по радіо стаціонарними, сухопутними, водоплавними і літаючими об'єктами, систем оперативно-диспетчерського контролю.
Можливості телеавтоматики на її початках ілюстрував, зокрема, Нікола Тесла на засідання Комерційного клубу в Чикаго і якому належать слова: "...мій телеавтомат відкриває нове мистецтво..." (My telautomaton, for instance, opens up a new art)